# Gualberto Fernández
Juan Gualberto Fernández Rivera (Tegucigalpa; 12 de julio de 1941) es un retirado jugador de fútbol salvadoreño nacido en Honduras. Representó a El Salvador en la Copa Mundial de México 1970.
Se desempeñó como asistente y entrenador de porteros de la selección salvadoreña que calificó a la Copa Mundial de España 1982. También fue auxiliar técnico en Independiente, Cojutepeque y Alianza, con este, fue su preparador de arqueros de 2007 a 2008.

## Trayectoria
Apodado El Pulpo, jugó en la liga salvadoreña para el Quequeisque, Alianza, el Atlante San Alejo, la Universidad de El Salvador, Platense Municipal y Juventud Olímpica hasta su retiro en 1977.

## Selección nacional
En 1968, participó en los Juegos Olímpicos de México, donde apareció en las derrotas ante Israel y Hungría, así como en el empate ante Ghana.
Ayudó a la selección nacional a clasificarse para la Copa del Mundo de 1970 también en México cuando estuvo en siete partidos de clasificación. En el Mundial fue suplente y no jugó en ningún encuentro.

### Participaciones en Juegos Olímpicos
| Torneo                   | Sede   | Resultado    |
| ------------------------ | ------ | ------------ |
| Juegos Olímpicos de 1968 | México | Primera fase |

### Participaciones en Copas del Mundo
| Mundial                        | Sede   | Resultado    |
| ------------------------------ | ------ | ------------ |
| Copa Mundial de Fútbol de 1970 | México | Primera fase |

## Clubes
| Club                                       | País        | Año       |
| ------------------------------------------ | ----------- | --------- |
| Quequeisque                                | El Salvador | 1961-1965 |
| Alianza                                    | El Salvador | 1966-1968 |
| Atlante San Alejo                          | El Salvador | 1969-1970 |
| Universidad de El Salvador                 | El Salvador | 1970-1972 |
| Platense Municipal                         | El Salvador | 1973-1974 |
| Negocios Internacionales/Juventud Olímpica | El Salvador | 1974-1977 |

## Palmarés

### Títulos nacionales
| Título           | Equipo             | País        | Año     |
| ---------------- | ------------------ | ----------- | ------- |
| Segunda División | Quequeisque        | El Salvador | 1964-65 |
| Primera División | Alianza            | El Salvador | 1965-66 |
| Primera División | Alianza            | El Salvador | 1966-67 |
| Tercera División | Platense Municipal | El Salvador | 1972-73 |
| Segunda División | Platense Municipal | El Salvador | 1973-74 |

### Títulos internacionales
| Título                           | Equipo  | País        | Año  |
| -------------------------------- | ------- | ----------- | ---- |
| Copa de Campeones de la Concacaf | Alianza | El Salvador | 1967 |